# ربکا آدلینگتون
ربکا آدلینگتون (به انگلیسی: Rebecca Adlington) (زادهٔ ۱۷ فوریهٔ ۱۹۸۹) شناگر اهل بریتانیا است.